# 1787
| [ Edytuj tabelę ]                  |                                                                                         |
| Król Polski                        | - 1764 Stanisław August Poniatowski 1795                                                |
| Emir Afganistanu                   | - 1772 Timur Szah Durrani 1793                                                          |
| Współksiążęta Andory               | - 1785 Josep de Boltas 1795 - 1774 Ludwik XVI 1792                                      |
| Elektor Bawarii                    | - 1777 Karol Teodor 1799                                                                |
| Sułtan Brunei                      | - 1762 Omar Ali Saifuddin I 1795                                                        |
| Cesarz Chin                        | - 1735 Qianlong 1796                                                                    |
| Król Czech                         | - 1780 Józef II Habsburg 1790                                                           |
| Król Danii                         | - 1766 Chrystian VII 1808                                                               |
| Dalajlama                          | - 1758 Jamphel Gjaco 1804                                                               |
| Król Francji                       | - 1774 Ludwik XVI 1792                                                                  |
| Król Gruzji                        | - 1762 Herakliusz II 1798                                                               |
| Król Hiszpanii                     | - 1759 Karol III 1788                                                                   |
| Stadhouder Holandii                | - 1751 Wilhelm V Orański 1795                                                           |
| Szach Iranu                        | - 1785 Dżafar Chan 1789                                                                 |
| Państwo Wielkich Mogołów           | - 1759 Shah Alam II 1806                                                                |
| Król Irlandii                      | - 1760 Jerzy III Hanowerski 1820                                                        |
| Cesarz Japonii                     | - 1779 Kōkaku 1817                                                                      |
| Kalif                              | - 1773 Abdülhamid I 1789                                                                |
| Prezydent Kongresu Kontynentalnego | - 1787 Arthur St. Clair 1787                                                            |
| Patriarcha Konstantynopola         | - 1785 Prokopiusz I 1789                                                                |
| Władca Korei                       | - 1776 Chŏngjo 1800                                                                     |
| Książę Kurlandii i Semigalii       | - 1769 Piotr Biron 1795                                                                 |
| Emir Kuwejtu                       | - 1762 Abd Allah I 1814                                                                 |
| Książę Liechtensteinu              | - 1781 Alojzy I 1805                                                                    |
| Sułtan Maroka                      | - 1757 Muhammad III 1790                                                                |
| Książę Monako                      | - 1733 Honoriusz III 1793                                                               |
| Król Nawarry                       | - 1774 Ludwik XVI 1791                                                                  |
| Król Nepalu                        | - 1777 Rana Bahadur 1799                                                                |
| Król Norwegii                      | - 1784 Fryderyk VI 1814                                                                 |
| Sułtan Omanu                       | - 1786 Hamid ibn Sa’id 1792                                                             |
| Elektor Palatynatu                 | - 1742 Karol IV Teodor 1799                                                             |
| Papież                             | - 1775 Pius VI 1799                                                                     |
| Książę Parmy i Piacenzy            | - 1765 Ferdynand 1802                                                                   |
| Król Portugalii                    | - 1777 Maria I 1816                                                                     |
| Król Prus                          | - 1786 Fryderyk Wilhelm II 1797                                                         |
| Car Rosji                          | - 1762 Katarzyna II Wielka 1796                                                         |
| Cesarz Rzymski (niemiecki)         | - 1765 Józef II Habsburg 1790                                                           |
| Kapitanowie Regenci San Marino     | - 1786 Giuliano Gozi Francesco Faetani 1787 - 1787 Francesco Onofri Francesco Tini 1788 |
| Elektor Saksonii                   | - 1763 Fryderyk August III 1806                                                         |
| Król Sardynii                      | - 1773 Wiktor Amadeusz III 1796                                                         |
| Król Szwecji                       | - 1771 Gustaw III 1792                                                                  |
| Król Tajlandii                     | - 1782 Buddha Yodfa Chulalok 1809                                                       |
| Sułtan Turków                      | - 1774 Abdülhamid I 1789                                                                |
| Doża Wenecji                       | - 1779 Paolo Renier 1789                                                                |
| Król Węgier                        | - 1780 Józef II 1790                                                                    |
| Monarcha Wielkiej Brytanii         | - 1760 Jerzy III 1820                                                                   |
| Premier Wielkiej Brytanii          | - 1783 William Pitt Młodszy 1801                                                        |
| Cesarz Wietnamu                    | - 1778 Thái Đức 1788                                                                    |

Rok 1787 / MDCCLXXXVII
stulecia: XVII wiek ~
XVIII wiek ~
XIX wiek

lata: 1777 «
1782 «
1783 «
1784 «
1785 «
1786 «
1787
» 1788
» 1789
» 1790
» 1791
» 1792
» 1797

## Wydarzenia w Polsce
- 29 maja – Rada Nieustająca przyjęła uchwałę o zakupie za pieniądze z budżetu państwa warszawskiego pałacu Brühla, przeznaczonego na siedzibę rosyjskiej ambasady.
- 8 czerwca – w czasie odprawiania nabożeństwa w kościele w Waśniowie w wieżę budynku uderzył piorun, doprowadzając do pożaru, w wyniku którego obrażeń doznało wiele osób[1].
- Zjazd w Kaniowie – przymierze polsko-rosyjskie.

## Wydarzenia na świecie
- 11 stycznia – William Herschel odkrył 2 księżyce Urana – Tytania i Oberon.
- 13 maja – z Portsmouth wypłynęła brytyjska Pierwsza Flota z 1487 osobami (w tym 778 skazańcami), w celu założenia pierwszej europejskiej kolonii na kontynencie australijskim, w Nowej Południowej Walii.
- 25 maja – w Filadelfii zwołano Zgromadzenie Konstytucyjne, które przygotowało projekt amerykańskiej ustawy zasadniczej.
- 27 czerwca – Edward Gibbon ukończył Zmierzch i upadek cesarstwa rzymskiego.
- 3 sierpnia – szwajcarski uczony Horace-Bénédict de Saussure ustalił wysokość alpejskiego szczytu Mont Blanc.
- 10 sierpnia – Wolfgang Amadeus Mozart ukończył pracę nad swą serenadą na orkiestrę smyczkową znaną jako Eine kleine Nachtmusik.
- 29 sierpnia – w Hamburgu miała miejsce prapremiera dramatu Don Carlos Fryderyka Schillera.
- 17 września – przyjęcie Konstytucji Stanów Zjednoczonych Ameryki.
- 29 października – prapremiera opery Don Giovanni Mozarta w Gräflich Nostitzsches National-Theater w Pradze.
- 7 grudnia – Delaware jako pierwszy stan Unii ratyfikowało Konstytucję Stanów Zjednoczonych.
- 12 grudnia – Pensylwania jako drugi stan ratyfikowała Konstytucję Stanów Zjednoczonych.
- 18 grudnia – USA: New Jersey jako trzeci stan dołączyło do Unii.

- Ludwik XVI zwołał Zgromadzenie Notablów.

## Urodzili się
- 1 stycznia – Daniel Latussek, duchowny katolicki, biskup pomocniczy wrocławski (zm. 1857)
- 8 lutego – Jan Zygmunt Skrzynecki, polski generał (zm. 1860)
- 6 marca – Joseph von Fraunhofer, niemiecki astronom i fizyk (zm. 1826)
- 28 marca – Theodore Frelinghuysen, amerykański prawnik i polityk (zm. 1862)
- 18 kwietnia – Michał Szubert, polski biolog i botanik (zm. 1860)
- 26 kwietnia – Ludwig Uhland, niemiecki pisarz, literaturoznawca, prawnik i polityk (zm. 1862)
- 27 maja – Artur Stanisław Potocki, oficer napoleoński (zm. 1832)
- 14 lipca – Józef Bonawentura Załuski, polski generał, uczestnik powstania listopadowego (zm. 1866)
- 14 lipca lub 15 lipca – Jakub Szela, przywódca chłopów polskich w czasie rabacji galicyjskiej (zm. 1860)
- 29 lipca – Leopold von Sedlnitzky, śląski arystokrata, duchowny katolicki, biskup wrocławski (zm. 1871)
- 15 sierpnia – Aleksandr Alabjew, kompozytor rosyjski (zm. 1851)
- 6 września – Emilia de Rodat, francuska zakonnica, święta katolicka (zm. 1852)
- 10 września – John J. Crittenden, amerykański polityk, senator ze stanu Kentucky (zm. 1863)
- 15 września – Guillaume Henri Dufour, szwajcarski inżynier, kartograf i generał (zm. 1875)
- 16 września – Michał Mioduszewski, polski duchowny katolicki, kompozytor, zbieracz pieśni religijnych (zm. 1868)
- 14 listopada – Mateusz Grunenberg, polski nauczyciel, autor i wydawca podręczników (zm. 1863)
- 18 listopada – Louis Jacques Daguerre, francuski malarz i wynalazca dagerotypii (zm. 1851)
- 19 grudnia – Cecylia Grabowska, polska malarka amatorka (zm. 1821)

- data dzienna nieznana: 
  - Piotr Ch’oe Ch’ang-hŭb, koreański męczennik, święty katolicki (zm. 1839)
  - Czaka (Zulus Czaka), wódz plemion zuluskich (zm. 1828)
  - Agata Kim A-gi, koreańska męczennica, święta katolicka (zm. 1839)
  - Marta Kim Sŏng-im, koreańska męczennica, święta katolicka (zm. 1839)
  - Stefan Min Kŭk-ka, koreański męczennik, święty katolicki (zm. 1840)
  - Augustyn Yi Kwang-hŏn, koreański męczennik, święty katolicki (zm. 1839)

## Zmarli
- 13 lutego – Ruđer Josip Bošković, chorwacko-włoski fizyk (ur. 1711)
- 28 maja – Leopold Mozart, niemiecki kompozytor, skrzypek i pedagog muzyczny, ojciec Wolfganga Amadeusa Mozarta (ur. 1719)
- 31 maja – Feliks z Nikozji, kapucyn, święty Kościoła katolickiego (ur. 1715)
- 20 czerwca – Karl Friedrich Abel, niemiecki kompozytor i gambista (ur. 1723)
- 1 sierpnia – Alfons Maria Liguori, włoski pisarz, biskup, założyciel zakonu redemptorystów, doktor Kościoła (ur. 1696)
- 15 listopada – Christoph Willibald Gluck, kompozytor niemiecki (ur. 1714)
- data dzienna nieznana: 
  - Tomasz Kajetan Węgierski, polski poeta i tłumacz (ur. 1756)

## Święta ruchome
- Tłusty czwartek: 15 lutego
- Ostatki: 20 lutego
- Popielec: 21 lutego
- Niedziela Palmowa: 1 kwietnia
- Wielki Czwartek: 5 kwietnia
- Wielki Piątek: 6 kwietnia
- Wielka Sobota: 7 kwietnia
- Wielkanoc: 8 kwietnia
- Poniedziałek Wielkanocny: 9 kwietnia
- Wniebowstąpienie Pańskie: 17 maja
- Zesłanie Ducha Świętego: 27 maja
- Boże Ciało: 7 czerwca